# ديفيد فرانس
ديفيد فرانس (بالإنجليزية: David France)‏ هو كاتب بريطاني، ولد في 30 يونيو 1946 في ويدنس ‏ في المملكة المتحدة.